# Ксаверовка (Винницкий район)
Ксаверовка (укр. Ксаверівка) — село в Винницком районе Винницкой области Украины.
Код КОАТУУ — 0520682503. Население по переписи 2001 года составляет 636 человек. Почтовый индекс — 23220. Телефонный код — 432.
Занимает площадь 1,097 км².
В селе действует храм Рождества Пресвятой Богородицы Винницкого районного благочиния Винницкой епархии Украинской православной церкви.

## Адрес местного совета
23220, Винницкая область, Винницкий р-н, с.Ксаверовка, ул.Колгоспна, 25а

## Галерея

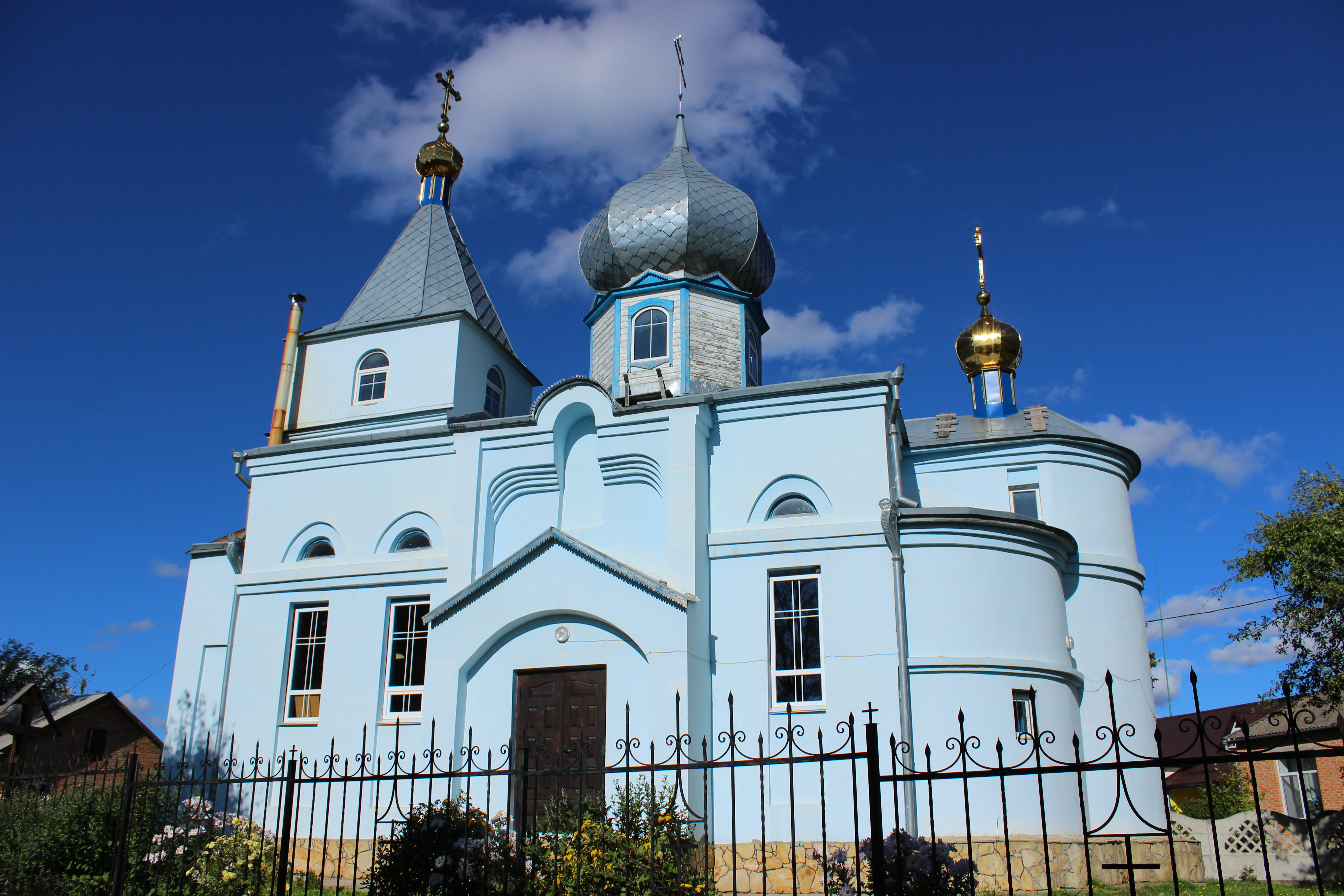
Храм Рождества Пресвятой Богородицы
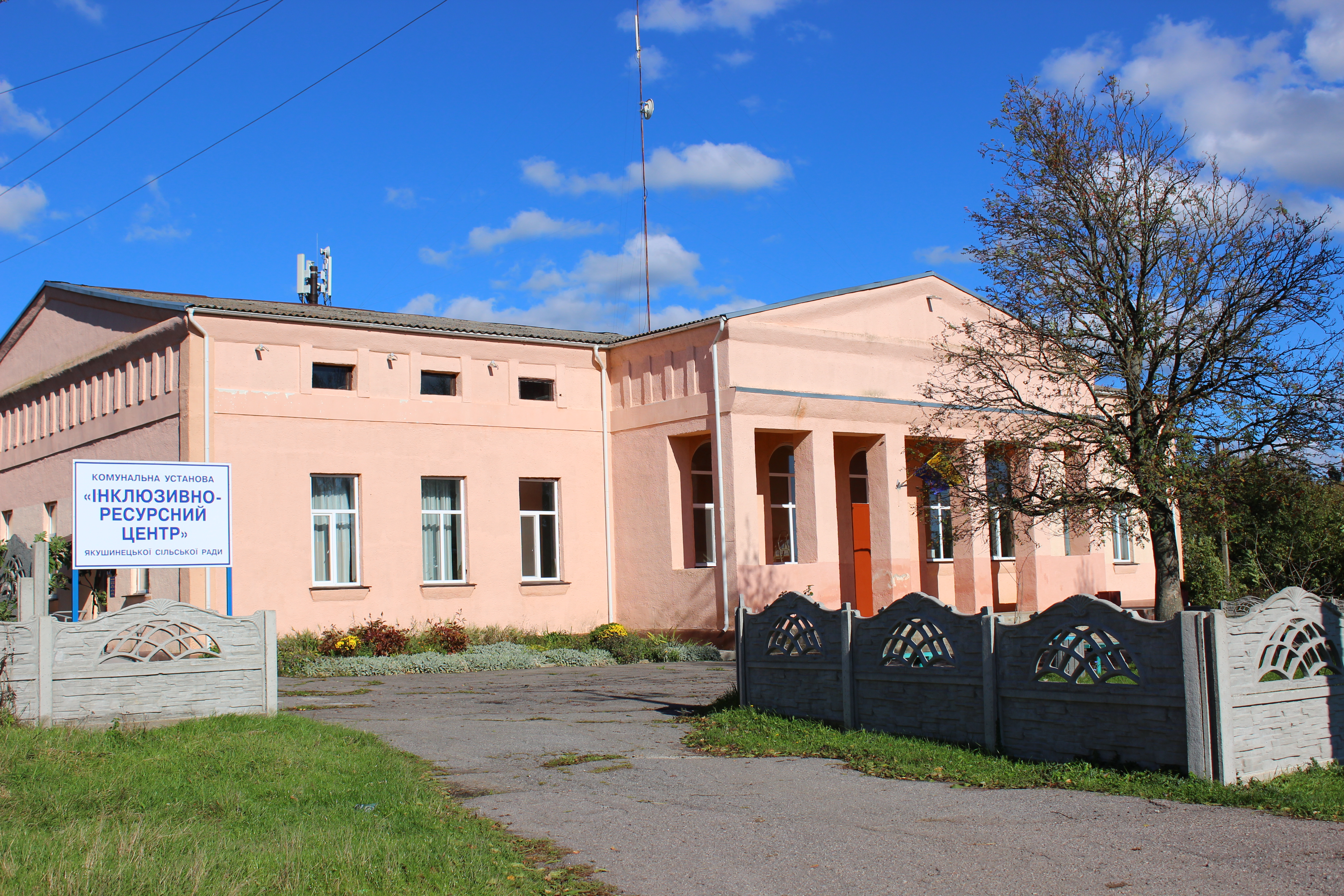
Сельский клуб
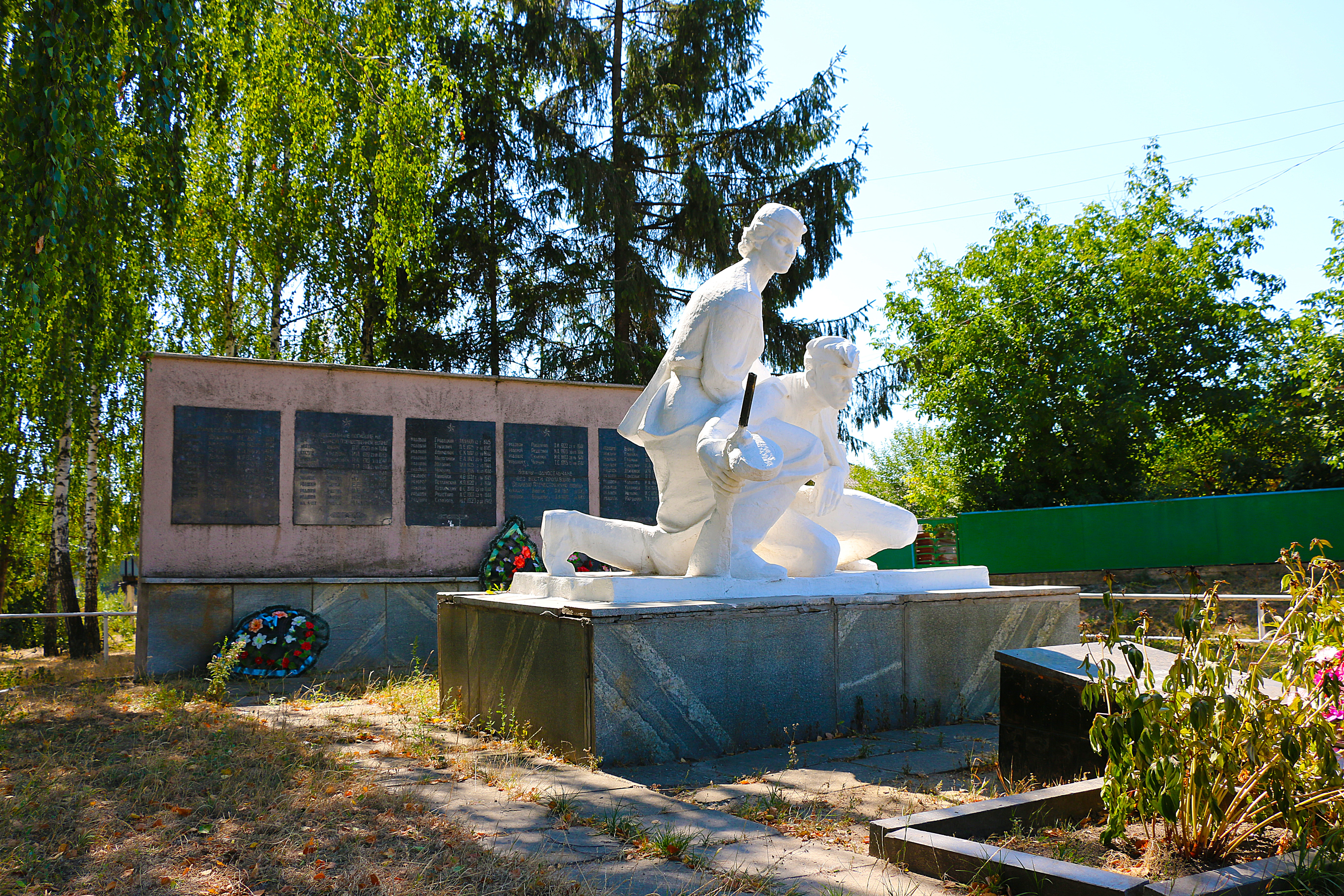
Памятник советским воинам, погибшим в Великой Отечественной войне